# Die Insel (Roman, Laymon)
Die Insel (Originaltitel: Island) ist ein Horrorroman des US-amerikanischen Schriftstellers Richard Laymon. Die englischsprachige Originalversion erschien 1995 in den Vereinigten Staaten. Die deutsche Übersetzung von Thomas A. Merk wurde erstmals 2006 im Heyne Verlag veröffentlicht. Seit 2008 ist das Buch nur noch in einer zensierten Version zu kaufen.

## Handlung
Rupert Conway ist mit seiner Freundin Connie, deren Eltern Andrew und Billie, ihren Schwestern Kimberly und Thelma sowie deren Ehemännern Keith und Wesley auf einer einsamen Bahamas-Insel gestrandet, nachdem ihre Jacht explodiert ist. Plötzlich finden sie Keith tot an einem Baum hängend. Billie und Rupert vermuten, dass Wesley, der auf der Jacht geblieben war, die Explosion veranlasst hat und nun die Familie töten will. Der Verdacht bestätigt sich, als Andrew durch Wesleys Gewalt seinen Kopf verliert.
Ohne Thelma einzuweihen, versuchen Rupert und die anderen Frauen, Wesley mit einem Hinterhalt zu überlisten. Wesley trägt zwar Verletzungen davon, aber der Plan scheitert und Thelma läuft zum Feind über. Kurze Zeit später versucht Thelma, den unerfahrenen Rupert mit einer frei erfundenen Geschichte und sexuellen Reizen zu überlisten. Daraufhin beschließt die bedrohte Familie, in den Dschungel zu gehen und den Kampf aufzunehmen. Dabei kommt es jedoch zu einer Katastrophe. Rupert fällt in eine Schlucht und die drei Frauen werden entführt. Nachdem Rupert, dessen Fall von einer Leiche aufgehalten wurde, das Bewusstsein zurückerlangt hat, begibt er sich auf die Suche nach den Frauen.
In einer Lagune entdeckt er eine weibliche Leiche und stößt an einer Bucht auf ein Herrenhaus. Er ist zugleich schockiert und erregt, als er am Fenster beobachtet, wie Wesley und Thelma das junge Mädchen Erin brutal vergewaltigen. Wenig später findet er Erin mit ihrer Schwester Alice im Dschungel, wo sie in Affenkäfige eingesperrt sind. Sie erzählen ihm die grausame Wahrheit. Ihre Eltern wurden von Wesley ermordet, der die beiden Mädchen sowie Connie, Kimberly und Billie als Sexsklaven hält. Um den Schlüssel für die Käfige zu finden, schleicht Rupert sich in das Haus. Nach einer Verfolgungsjagd und einem wilden Kampf tötet er Thelma. Als er zu den Käfigen zurückkehrt, hat Wesley eine grausame Inszenierung vorbereitet. Er droht damit, die mit Benzin übergossene Billie zu verbrennen, die sich aber clever retten kann. Nachdem Wesley Kimberly getötet hat, kann Rupert ihn überwältigen und ermordet ihn auf brutale Weise. Während Rupert sich am Ende mit Billie vergnügt, bleibt offen, ob und wann die Frauen befreit werden.

## Rezensionen
Michael Drewniok bezeichnet Laymon bei phantastik-couch.de als „Meister im Legen falscher Fährten. Der Purist wird ihm im Verlauf der Lektüre faule Tricks vorwerfen, denn Laymon schreckt nicht davor zurück, das Plotgerüst dreist ins Wanken zu bringen“. In Bezug auf die vielen Sex- und Gewaltszenen stellt er fest, „dass Laymons hässliche Schmuddelgeschichten spannend sind“. Außerdem hebt er die Gestaltung des Romans als Tagebuch hervor: „Überhaupt darf nie vergessen werden, dass wir die Ereignisse stets durch den Filter der Rupertschen Schreibe erleben. Können wir ihm trauen?“
Thomas Harbach bemängelt bei sf-radio.net, dass Laymon seine Fähigkeiten in diesem Roman nicht ausgenutzt habe: „Der Autor hat Elemente bekannter Splatterfilme in ein exotisches Ambiente übertragen. [...] Man vermisst aber eine interessante Extrapolation dieses grundlegend zu einfachen Handlungsbogens.“ Bei der Anregung der „niedrigsten Bedürfnisse seiner Leser [...] greift er allerdings in die einfache Klischeekiste und stellt alle masochistischen Frauen als geistig gestört, alle Sadisten gleichzeitig als Kinderschänder und potentielle Mörder und viele Ehefrauen als körperlich unbefriedigt dar. [...] auf eine Polarisierung verzichtet er gänzlich.“

## Buchausgaben
- Island. Headline, London 1995.
- Island. Mit einer Einführung von Dean Koontz. Leisure Books, New York 2002, ISBN 0-8439-4978-3 (Neuausgabe als Taschenbuch).
- Die Insel. Aus dem amerikanischen Englisch übersetzt von Thomas A. Merk. Heyne, München 2006, ISBN 3-453-67511-8.